# Johan Vilhelm Gertner

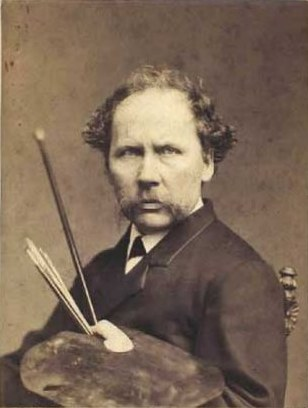
Johan Vilhelm Gertner

Johan Vilhelm Gertner (* 10. Mai 1818 in Kopenhagen; † 29. März 1871 ebenda) war ein dänischer Maler.

## Leben und Werk
Gertner besuchte die Königlich Dänische Kunstakademie in Kopenhagen und zeichnete anfangs Gegenstände des Museums der Altertümer für den Kupferstich. Gertner erhielt den Auftrag, die Feierlichkeiten zur Salbung Christians VIII. am 28. Juni 1840 in mehreren monumentalen Bildern festzuhalten.
Später wandte sich Gertner der Porträtmalerei zu. Ihm wurde ein sicherer, wenn auch etwas oberflächlicher Formensinn attestiert, eine selbstsichere Farbenwahl und die Fähigkeit zur treffenden, jedoch nicht immer angenehmen Charakterisierung seiner Modelle.
Er war Mitglied der Kopenhagener Freimaurerloge „Zorobabel zum Nordstern“.

## Werke (Auswahl)

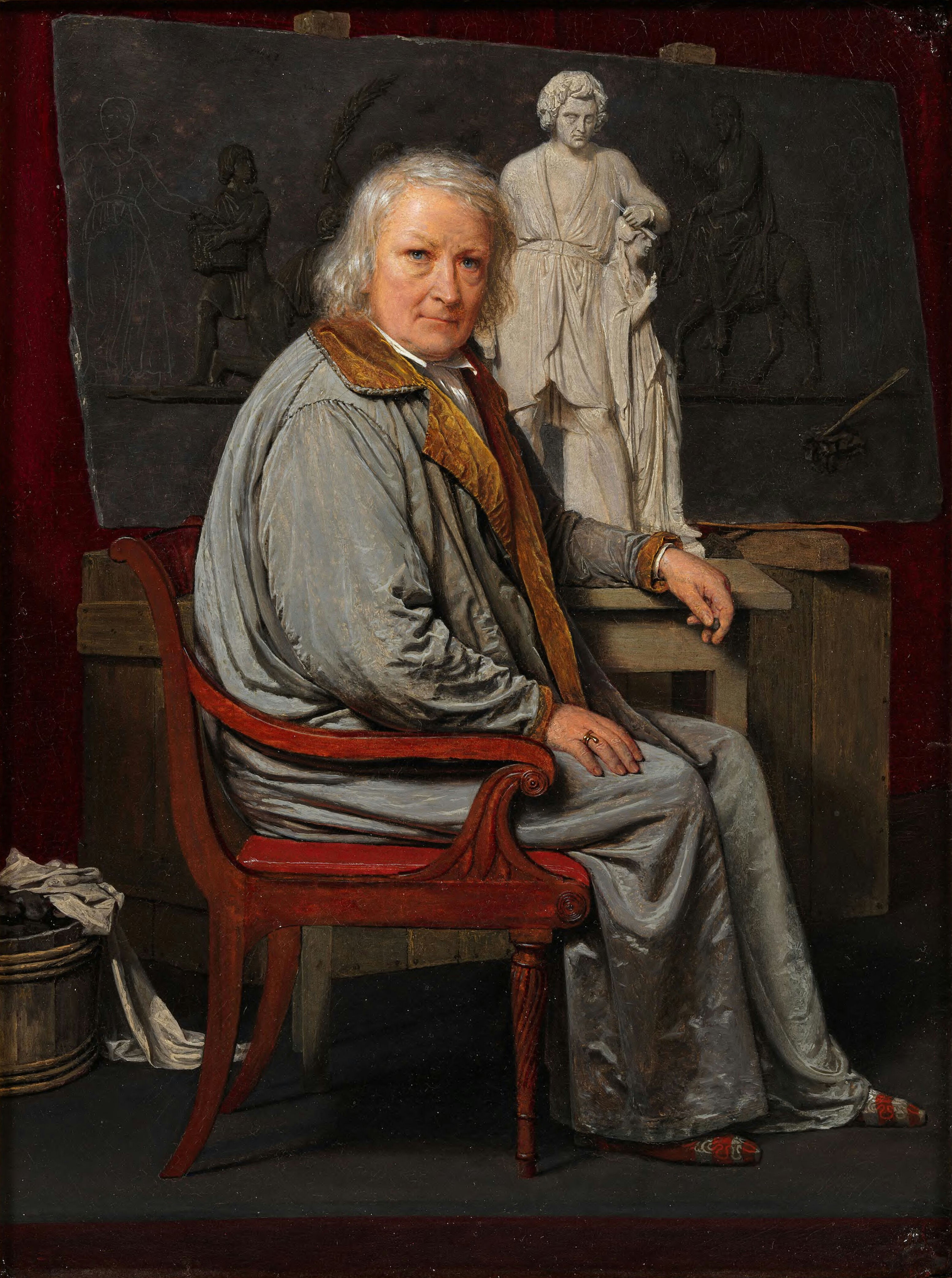
Bertel Thorvaldsen in his Studio, 1840, Öl/Papier, Schwedisches Nationalmuseum

Porträts
- König Friedrich VII.
- Johan Christian Dahl
- G.A. Gedalia
- Carl Christian Hall
- Bertel Thorwaldsen

Genremalerei
- Die Kinder am Meeresufer
- Die zwei Freunde